# Sminthopsis griseoventer
Sminthopsis griseoventer är en pungdjursart som beskrevs av Kitchener, Stoddart och Henry 1984. Sminthopsis griseoventer ingår i släktet Sminthopsis och familjen rovpungdjur. IUCN kategoriserar arten globalt som livskraftig. Inga underarter finns listade.
Artens taxonomi är omstridd. Kanske bör arterna S. boullangerensis och S. fuliginosus infogas i S. griseoventer.
Pungdjuret förekommer i Australiens sydvästra hörn och i två mindre områden i södra Australien. Habitatet utgörs av landskap med några träd av släktena Eucalyptus och Banksia samt av hed och träskmarker. Vanligen föds bara en kull per år som har upp till åtta ungar.